# Savīrū
Savīrū (persiska: سویرو) är en ort i Iran.   Den ligger i provinsen Kurdistan, i den nordvästra delen av landet, 500 km väster om huvudstaden Teheran. Savīrū ligger 1 455 meter över havet och antalet invånare är 300.
Terrängen runt Savīrū är kuperad.Runt Savīrū är det ganska tätbefolkat, med 93 invånare per kvadratkilometer. Närmaste större samhälle är Bāneh, 6,6 km öster om Savīrū. Trakten runt Savīrū består till största delen av jordbruksmark.